# Classe Odin (sous-marin)
Pour les autres classes de navires du même nom, voir Classe Odin et Classe O.
La classe Odin (ou classe O) est une classe de 12 sous-marins développée et construite par la Royal Navy après la Première Guerre mondiale. Les différentes unités furent réalisées sur les chantiers Vickers de Barrow-in-Furness, Chatham Dockyard de Chatham, William Beardmore and Company de Dalmuir.
Cette classe comprend :
- un modèle prototype : HMS Oberon (ex-O1) ;
- deux unités commandées primitivement par la marine royale australienne (sous-classe Oxley) : HMS Otway et HMS Oxley qui forment le Groupe 1 avec le HMS Oberon ;
- six unités pour la Royal Navy (classe Odin) : HMS Odin, HMS Olympus, HMS Orpheus, HMS Osiris, HMS Oswald et HMS Otus qui forment le Groupe 2 ;
- trois unités modifiées pour la Marine chilienne prenant le nom de classe Capitán O'Brien : Almirante Simpson, Capitán O'Brien et Capitán Thompson.

## Conception
Cette classe a remplacé la classe L vieillissante qui n'avait pas assez d'endurance dans l'Océan Pacifique. Prévue pour atteindre la profondeur de 150 m en plongée, elle fut homologuée pour seulement 90 m. Elle fut la première classe de sous-marins à être équipée du système sonar britannique, l'ASDIC, pouvant être utilisé en immersion périscopique.

## Les sous-marins de classe Odin
Prototype :
| N° de coque | Nom          | Lancement         | Service effectif | Chantier naval   | Fin de carrière      |
| ----------- | ------------ | ----------------- | ---------------- | ---------------- | -------------------- |
| N21         | 'HMS Oberon' | 24 septembre 1926 | août 1927        | Chatham Dockyard | détruit en août 1945 |

Sous-classe Oxley :
| N° de coque | Nom                     | Lancement        | Service effectif | Chantier naval            | Fin de carrière               |
| ----------- | ----------------------- | ---------------- | ---------------- | ------------------------- | ----------------------------- |
| N51         | HMS Otway ex HMAS Otway | 7 septembre 1926 | 15 juin 1927     | Vickers Barrow-in-Furness | 28 février 1945               |
| P55         | HMS Oxley ex HMAS Oxley | 30 juin 1926     | 1er avril 1927   | Vickers Barrow-in-Furness | torpillé le 10 septembre 1939 |

Classe Odin :
| N° de coque | Nom         | Lancement        | Service effectif  | Chantier naval                         | Fin de carrière                   |
| ----------- | ----------- | ---------------- | ----------------- | -------------------------------------- | --------------------------------- |
| N84         | HMS Odin    | 5 mai 1928       | 21 décembre 1929  | Chatham Dockyard                       | coulé le 14 juin 1940             |
| N35         | HMS Olympus | 11 décembre 1928 | 14 juin 1930      | William Beardmore and Company, Glasgow | coulé le 8 mai 1942               |
| N46         | HMS Orpheus | 26 février 1929  | 23 septembre 1930 | William Beardmore and Company, Glasgow | coulé le 19 juin 1940             |
| N67         | HMS Osiris  | 19 mai 1928      | 1er avril 1927*   | Vickers Barrow-in-Furness              | détruit en 1946 10 septembre 1939 |
| N58         | HMS Oswald  | 19 mai 1928      | 1er mai 1929      | Vickers Barrow-in-Furness              | coulé le 1er août 1946            |
| N92         | HMS Otus    | 31 août 1928     | 5 juillet 1929    | Vickers Barrow-in-Furness              | détruit le 3 septembre 1941       |

Classe Capitán O'Brien :
| N° de coque | Nom               | Lancement       | Service effectif | Chantier naval            | Fin de carrière |
| ----------- | ----------------- | --------------- | ---------------- | ------------------------- | --------------- |
|             | Capitán O'Brien   | 2 octobre 1928  | juin 1929        | Vickers Barrow-in-Furness | détruit en 1957 |
|             | Almirante Simpson | 15 janvier 1929 | septembre 1929   | Vickers Barrow-in-Furness | détruit en 1957 |
|             | Capitán Thompson  | 15 janvier 1929 | août 1929        | Vickers Barrow-in-Furness | détruit en 1958 |